# Окнянский район
Окнянский район (укр. Окнянський район) — ликвидированная административная единица на северо-западе Одесской области Украины. Административный центр — пгт Окны.
Район ликвидирован 17 июля 2020 года в рамках административно-территориальной реформы на Украине (вошёл в состав Подольского района).

## География
Окнянский район расположен на границе Украины с непризнанной Приднестровской Молдавской Республикой (де-юре входящей в состав Молдавии).

## История
Красноокнянский район был образован в 1923 году. В июне 1958 года в состав района были переданы сельсоветы упразднённого Чернянского района. Упразднён 30 декабря 1962 года, восстановлен 8 декабря 1966 года.
Постановлением Верховной Рады Украины № 1377-VIII «О переименовании отдельных населённых пунктов и районов» от 19 мая 2016 года Красноокнянский район был переименован в Окнянский район.

## Население
Численность населения района — 19 818 человек, из них городского населения — 5 290 человек, сельского — 14 528 человек.

## Административное устройство
Количество советов:
- поселковых — 1
- сельских — 14

Количество населённых пунктов:
- поселков городского типа — 1
- сёл — 52
- посёлков — 2

## Достопримечательности
- Родник в селе Розовка, вытекающий из цельной скалы известняка.